# Ephippiochthonius corsicus
Espèce
Synonymes
- Chthonius corsicus Callaini, 1981

Ephippiochthonius corsicus est une espèce de pseudoscorpions de la famille des Chthoniidae.

## Distribution
Cette espèce est endémique de Corse en France. Elle se rencontre vers San-Martino-di-Lota et Brando.

## Description
Le mâle holotype mesure 1,257 mm.
Les mâles mesurent de 1,20 à 1,26 mm.

## Étymologie
Son nom d'espèce lui a été donné en référence au lieu de sa découverte, la Corse.

## Publication originale
- Callaini, 1981 : Notulae Chernetologicae V. Il sottogenere Ephippiochthonius in Corsica (Arachnida, Pseudoscorpionida, Chthoniidae). Annali del Museo Civico di Storia Naturale di Genova, vol. 83, p. 307-323 (texte intégral).